# 小川国夫
小川国夫（1927年12月21日 - 2008年4月28日）是一位日本作家，“内向世代”代表人物之一。他的创作受天主教影响，作品常常融汇梦与现实，有现代主义倾向。

## 生平
小川国夫1927年12月21日生于静冈县志太郡藤枝町(现藤枝市)。小川国夫的祖父是一家国产商店的经营者。及至小川国夫出生前，小川国产商店因破产而交由银行管理。他十五岁时银行管理才取消。1928年小川国夫的父亲被征入伍，家境艰难。小川国夫自幼体质孱弱，小学五年级时曾因患肺结核休学两年。从那时起他便喜爱川端康成的作品和绘画。他对绘画的兴趣一直持续到大学时代，这对他日后的创作颇有禅益。1942年他入志太中学。1944年7月日本政府因发动侵略战争，国内劳动力不足，开始强制动员中学生到工厂劳动。是年小川困夫被动员到小柳造船厂工作，这一经历为他自传式作品系列提供了素材。1946年小川国夫入旧制高等学校文科。1947年受洗成为天主教徒，教名奧斯定（アウグスチノ）。
1950年他考入东京大学国文科。这时他陷入精神上的异常痛苦之中。为了摆脱这一苦恼，他尝试了两个办法。其一是写小说，另一办法就是离开日本。1953年10月他作为自费留学生赴法国，在巴黎大学、格勒诺布尔大学学习。1956年回国。1986年获川端康成文学奖，1998年获读卖文学奖。1990年4月任教于大阪艺术大学。2008年4月28日因肺炎在静冈市去世。

## 创作
小川国夫20岁便开始了小说创作。1952年他写了小说《光岳》、《木暮陪一》。同年他开始创作自传性小说《动员时代》(1954)。1953年1月他将《木暮皓一》和《动员时代》的原稿交给了当时的东京大学文学系讲师、评论家吉田精一。后评论家本多秋五将《木暮皓一》改题为《东海边》、交由《近代文学》十月号发表。小川国夫在留学期间曾骑机器脚踏车到法国南部、意大利、英国和地中海沿岸旅行。回国后，同丹羽正，金子博、饭岛耕一等人创办了同人杂志《青铜时代》，发表了以他当时的经历为素材而创作的短篇小说《阿波罗之岛》等作品。这些短篇小说的笔调好似素描，清晰地反映了自然，文中省略甚多，对入的描写也极为单纯。以上几点构成了小川国夫创作的主要特征。1957年小川国夫自费出版了五百册以《阿波罗之岛》等篇为主的短篇小说集《阿波罗之岛》，但在当时仅卖出一本。买书的是属于“第二次战后派”作家的岛尾敏雄。1965年，岛尾敏雄在《朝日新闻》上发表文章，盛赞《阿波罗之岛》，小川国夫因此而受到注意，终于登上了文坛。
之后，他连续在《审美》、《中央公论》、《南北》、《文学》、《群像》、《文学界》等杂志上发表了大量作品。1967年审美社出版了小川国夫以故乡和地中海为舞台，回亿幼时和青年肘代异国旅行的小说《在生的正中》。1969年他发表了小说《盖黑尔港》。《盖黑尔港》的原型是他十年前的习作《圣母之日》。他的习作大体可分为四类，即自传性作品；以圣经为题材的作品；带地方色彩的虚构作品和以外国为舞台的虚构作品。小川国夫在作品中注重对感觉的描写，注重表现，注重对自然的描写，试图通过这些来刻划人物的内心世界。这种艺术特色使他成为“脱离意识形态的内向的一代”的作家之一。小川国夫的主要作品有与卡夫卡的小说颇有一致之处的中篇小说《尝试之岸》(1973)；受《旧约》影响的小说《一本圣经》(1973)；还有《来自海上的光》(1968)、《悠藏留下的》(1969)、《他的故乡》(1974)、《青铜时代》(1974)、《非洲之死》(1980年)、随笔集《一串葡萄》(1970)、《漂泊世界》等。